# هلموت کاپیتولسکی
هلموت کاپیتولسکی (انگلیسی: Helmut Kapitulski؛ زادهٔ ۲۹ سپتامبر ۱۹۳۴) بازیکن فوتبال اهل آلمان است.
از باشگاه‌هایی که در آن بازی کرده‌است می‌توان به باشگاه فوتبال کایزرسلاوترن و باشگاه فوتبال بروسیا دورتموند اشاره کرد.
وی همچنین در تیم ملی فوتبال آلمان بازی کرده‌است.